# 眶棘双边鱼
眶棘双边鱼（学名：Ambassis gymnocephalus，又名裸頭雙邊魚、梭羅）为輻鰭魚綱鱸形目鱸亞目双边鱼科双边鱼屬的其中一種鱼类。

## 分布
眶棘双边鱼分布于印度西太平洋區，包括紅海、東非、安達曼群島、印度、中國、台灣、泰國、越南、柬埔寨、馬來西亞、菲律賓、印尼、澳洲以及南海及东海南部等的淡水、半鹹水及鹹水水域。该物种的模式产地在印度洋和太平洋。

## 外型及習性
裸頭雙邊魚體長可達16公分，於夜間覓食，以甲殼類、水生昆蟲、小魚等為食，可作為食用魚。廣東漁民通常將將梭羅魚煲魚湯飲用，可選擇加入甘筍、薯仔、西芹、洋蔥、番茄作為湯料。